# Liste der Monuments historiques in Soulosse-sous-Saint-Élophe
Die Liste der Monuments historiques in Soulosse-sous-Saint-Élophe führt die Monuments historiques in der französischen Gemeinde Soulosse-sous-Saint-Élophe auf.

## Liste der Immobilien
| Bezeichnung                        | Beschreibung           | Standort                | Kennzeichnung | Schutzstatus | Datum | Bild           |
| ---------------------------------- | ---------------------- | ----------------------- | ------------- | ------------ | ----- | -------------- |
| Kirche St-Élophe                   | ab dem 13. Jahrhundert | Rue de l’Église (Lage)  | PA00107284    | Inscrit      | 1926  | weitere Bilder |
| Gruftkapelle des Heiligen Eliphius |                        | auf dem Friedhof (Lage) | PA00107283    | Inscrit      | 1926  |                |

## Liste der Objekte
| Bezeichnung                            | Beschreibung                                                             | Standort                             | Kennzeichnung | Schutzstatus | Datum | Bild |
| -------------------------------------- | ------------------------------------------------------------------------ | ------------------------------------ | ------------- | ------------ | ----- | ---- |
| Paxtafel mit Auferstehungsbild         | Kupfer, vergoldet, Anfang des 19. Jahrhunderts                           | in der Kirche St-Élophe (Lage)       | PM88001803    | Inscrit      | 2006  |      |
| Kanzel                                 | Eichenholz, 18. Jahrhundert; drei Skulpturen gestohlen oder verschwunden | in der Kirche St-Élophe (Lage)       | PM88001163    | Classé       | 2008  |      |
| Skulptur Madonna mit Kind              | Stein, 15. Jahrhundert                                                   | in der Kirche St-Élophe (Lage)       | PM88000849    | Classé       | 1908  |      |
| Skulptur Heiliger Eliphius             | Stein, 15. Jahrhundert                                                   | außen an der Kirche St-Élophe (Lage) | PM88000850    | Classé       | 1908  |      |
| Taufbecken                             | Kalkstein, 16. Jahrhundert                                               | in der Kirche St-Élophe (Lage)       | PM88001802    | Inscrit      | 2006  |      |
| Skulptur Heiliger Nikolaus             | Holz, farbig gefasst und vergoldet, 16. Jahrhundert                      | in der Kirche St-Élophe (Lage)       | PM88001801    | Inscrit      | 2006  |      |
| Relief Christi Geburt                  | Stein, farbig gefasst, erste Hälfte des 16. Jahrhunderts                 | außen an der Kirche St-Élophe (Lage) | PM88000852    | Classé       | 1964  |      |
| Kapitell                               | Stein, zweites Jahrhundert                                               | bei der Kirche St-Élophe (Lage)      | PM88000918    | Classé       | 1972  |      |
| Rosmertastele                          | Stein, zweites Jahrhundert                                               | bei der Kirche St-Élophe (Lage)      | PM88000919    | Classé       | 1972  |      |
| Epitaph für Elophe Claudot             | Kalkstein, um 1723                                                       | in der Kirche St-Élophe (Lage)       | PM88001804    | Inscrit      | 2006  |      |
| Grabdenkmal des heiligen Eliphius      | Stein, 16. Jahrhundert                                                   | in der Kirche St-Élophe (Lage)       | PM88000846    | Classé       | 1904  |      |
| Relief                                 | Stein, gallorömisch                                                      | außen an der Kirche St-Élophe (Lage) | PM88000847    | Classé       | 1907  |      |
| Skulptur Madonna mit Kind              | Stein, 14. Jahrhundert                                                   | in der Kirche St-Élophe (Lage)       | PM88000848    | Classé       | 1908  |      |
| Kruzifix                               | Holz, farbig gefasst, 17. Jahrhundert                                    | in der Kirche St-Élophe (Lage)       | PM88000851    | Classé       | 1964  |      |
| Skulptur Heiliger Eliphius             | Prozessionsskulptur; Holz, farbig gefasst, 18. Jahrhundert               | in der Kirche St-Élophe (Lage)       | PM88001800    | Inscrit      | 2006  |      |
| Relief Martyrium des heiligen Eliphius | Stein, 1614                                                              | in der Kapelle Ste-EpaÏotte (Lage)   | PM88000917    | Classé       | 1905  |      |